# Серогорлая кустарниковая танагра
Серогорлая кустарниковая танагра (лат. Chlorospingus canigularis) — вид воробьиных птиц из семейства Passerellidae.
Птицы обитают в субтропических и тропических низменных, горных, и засушливых лесах, на высоте 300—1700, реже до 2600 метров над уровнем моря. Длина тела 13,5 см, масса около 16 грамм.
Выделяют пять подвидов:
- Chlorospingus canigularis olivaceiceps — в горах В Коста-Рике и западной Панамы в провинции Бокас-дель-Торо;
- Chlorospingus canigularis canigularis — в Андах штата Тачира в Венесуэле и на западных склонах восточных Анд Колумбии на юге до города Богота;
- Chlorospingus canigularis conspicillatus — на склонах западных Анд от Антьокии южнее до Каука и на склонах центральных Анд от Кальдас южнее до Уила в Колумбии;
- Chlorospingus canigularis paulus — западные склоны Анд в Эквадоре от провинции Чимборасо южнее до региона Тумбес в северо-западном Перу;
- Chlorospingus canigularis signatus — на восточных гор склонах от провинции Напо (Эквадор) южнее до региона Кахамарка (Перу).